# Chilchota
Chilchota es una localidad al noroeste del estado de Michoacán, cabecera del municipio homónimo.

## Toponimia
El nombre Chilchota se interpreta como ‘lugar de chiles’, tanto en purépecha como en náhuatl. En un extenso informe sobre los distintos pueblos del estado de Michoacán, Manuel González incorpora otra interpretación al afirmar que el nombre Chilchota puede provenir de la combinación de los vocablos que en lengua purépecha equivalen a ‘maíz y ceniza’.

## Demografía
Cuenta con 8280 habitantes, lo que representa un incremento promedio de 0.78 % anual en el período 2010-2020 sobre la base de los 7673 habitantes registrados en el censo anterior. Con una superficie de 2.78 km², al año 2020 tenía una densidad de 2977 hab/km².
| Gráfica de evolución demográfica de Chilchota entre 2000 y 2020   |
|                                                                   |
| Fuente: Instituto Nacional de Estadística Geografía e Informática |

En el año 2010 estaba clasificada como una localidad de grado medio de vulnerabilidad social.
La población de la localidad está mayoritariamente alfabetizada (4.48 % de personas analfabetas al año 2020), con un grado de escolarización en torno de los 9 años. Solo el 0.76 % de la población se reconoce como indígena.

## Economía
Las principales actividades de la localidad son la elaboración de productos panificados y de «azahares». Esta última producción abarca los distintos ornamentos y accesorios que tradicionalmente se utilizan como complemento de los trajes de novia, comunión y bautismo.